# Biraia ferrifusa
Biraia ferrifusa är en fjärilsart som beskrevs av George Francis Hampson 1892. Biraia ferrifusa ingår i släktet Biraia och familjen tandspinnare. Inga underarter finns listade i Catalogue of Life.